# Istablat
Istablat (arab. أصطبلات) – wieś w Syrii, w muhafazie Aleppo, w dystrykcie Dżabal Siman. W 2004 roku liczyła 79 mieszkańców.